# Cristiano Piccini
Cristiano Piccini (* 26. September 1992 in Florenz) ist ein italienischer Fußballspieler, welcher aktuell beim Yverdon Sport FC unter Vertrag steht.

## Karriere

### Verein
Im Alter von zehn Jahren kam Cristiano Piccini im Jahr 2002 in die Jugend des AC Florenz. Am 5. Dezember 2010 debütierte er in der Serie A, als er beim 1:0-Heimsieg über Cagliari Calcio für Manuel Pasqual eingewechselt wurde. Nachdem er zu keinem weiteren Einsatz für die Profis der Fiorentina gekommen war, wurde er um Spielpraxis zu sammeln am 30. August 2011 zum Drittligisten Carrarese Calcio verliehen. Sein erstes Tor im Profifußball erzielte er am 4. April 2012 bei der 1:3-Heimpleite gegen Virtus Lanciano. In der Folgesaison 2013/14 wurde er an den Serie-B-Verein Spezia Calcio ausgeliehen, wo er ein unumstrittener Stammspieler in der Außenverteidigung war. Auch in der darauffolgenden Saison wurde er wieder verliehen. Diesmal sicherte sich der Erstligist AS Livorno die Dienste Piccinis. In der Saison 2013/14 bestritt er 20 Ligaeinsätze für die Amaranto, welche als Tabellenletzte den Abstieg in die Serie B hinnehmen mussten.
Am 27. August 2014 wechselte Piccini in einem Leihgeschäft zum spanischen Zweitligisten Betis Sevilla. Sein Debüt gab er am 7. September bei der 1:4-Auswärtsniederlage gegen SD Ponferradina, in welchem er mit einer Torvorlage erstmals auf sich aufmerksam machte. In dieser Saison absolvierte er elf weitere Einsätze. Außerdem errang er mit Betis den Titel der Saison 2014/15, was den Aufstieg in die Primera División bedeutete. Am 9. Juli 2015 unterschrieb er einen permanenten Vertrag bei Den Verdiblancos, welcher ihn vier Jahre an den Verein band. Sein Debüt in der Primera División absolvierte er am 23. August gegen den FC Villarreal. Am 16. Januar 2016 zog er sich im erneuten Aufeinandertreffen mit dem FC Villarreal in der 83. Minute einen Kreuzbandriss zu, welcher ihn die restliche Spielzeit zum Aussetzen zwang.
Am 15. Mai 2017 wechselte er zum portugiesischen Segunda-Liga-Verein Sporting Lissabon, wo er einen Fünfjahresvertrag unterschrieb. Der Hauptstadtklub bezahlte für die Dienste Piccinis eine Ablösesumme in Höhe von 2,8 Millionen Euro. Sein Debüt bestritt er am 6. August beim 2:0-Auswärtssieg über Desportivo Aves. Mit Sporting errang er den Portugiesischen Ligapokal.
Nach einer Saison verließ er Sporting wieder und kehrte nach Spanien zum FC Valencia zurück. Für die Murciélagos debütierte er am 20. August 2018 beim 1:1-Unentschieden gegen Atlético Madrid. Am 23. Dezember traf er beim 2:1-Heimsieg gegen die SD Huesca erstmals für die Murciélagos. Die folgende Saison 2019/20 verpasste er beinahe vollständig aufgrund einer schweren Knieverletzung.
Am 9. September 2020 wechselte Piccini auf Leihbasis für die gesamte Saison 2020/21 zu Atalanta Bergamo. Der italienische Erstligist sicherte sich zusätzlich dazu eine Kaufoption. Doch schon im Januar kehrte er nach nur einem Ligaeinsatz zurück zu den Spaniern und die Leihe wurde beendet.
Im Januar 2022 verließ der Italiener Valencia und wechselte nach Serbien zum FK Roter Stern Belgrad, den er nach einem halben Jahr bereits wieder verließ.
Ab September 2022 stand er beim 1. FC Magdeburg unter Vertrag. Ende Januar 2024 wurde sein Vertrag nach 30 Ligaspielen in Magdeburg aufgelöst. Piccini kehrte daraufhin nach Italien zurück und schloss sich dem Zweitligisten Sampdoria Genua an. Im Juli 2024 wechselte er zu Atlético San Luis nach Mexiko. Am 17. Februar 2025 wechselte er zum Schweizer Erstligisten Yverdon Sport FC.

### Nationalmannschaft
Piccini repräsentierte Italien in den U-19, U-20 und U-21 Auswahlen. Seine erste Einberufung für die A-Nationalmannschaft erhielt er im Oktober 2018. Sein Debüt bestritt er am 10. Oktober beim 1:1-Unentschieden gegen die Ukraine. In der Folge kam Piccini zu zwei weiteren Einsätzen gegen Polen Ende 2018 und Finnland Anfang 2019. Seitdem wurde Piccini nicht mehr berücksichtigt.

## Erfolge
AC Florenz
- Italienischer U-19-Pokalsieger: 2011

Betis Sevilla
- Spanischer Zweitligameister: 2015

Sporting Lissabon
- Portugiesischer Ligapokalsieger: 2018

FC Valencia
- Spanischer Pokalsieger: 2019